# Trenkovi panduri
Trenkovi panduri bili su postrojba hrvatskih vojnika iz Slavonije koji su sudjelovali u ratovima koje je bečki dvor u to vrijeme vodio u Europi. Na čelu regimente pandura većinom unovačenih u Slavoniji bio je barun Franjo Trenk. Glasovitu postrojbu Trenkove pandure osnovao je 1741. godine uz podršku kraljice Marije Terezije.

## Pozadina
Austrija se 1740. godine našla u Ratu za austrijsko nasljeđe s pruskim kraljem Fridrikom II. Velikim, kome su pristupili Bavarska i Francuska (nepriznavanje Pragmatičke sankcije), te je kraljici Mariji Tereziji bila dobrodošla vojna pomoć koju je nudio barun Trenk. Trenkova ponuda sastojala se u opremanju postrojbe od 1000 vojnika koji bi ratovali za kraljicu.

## Sastav i ustrojba
Prva postrojba Trenkovih pandura imala je 1030 vojnika:
- Jedan zapovjednik, bojnik (oberstwachtmeister Trenk)
- Dva satnika (kapetan)
- Jedan natporučnik (oberleutnant)
- Pet poručnika (leutnant)
- Jedan konačar (kvartir)
- Jedan pobočnik
- Dva kapelana
- Pet pisara
- Dva ranarnika
- 40 zapovjednika voda (harambaša)
- 80 zapovjednika desetine (kaplar)
- 890 vojnika (prostih momaka)

Interes pandura bila je obrana Domovine, ali i ratni plijen, osim ratne blagajne, barjaka i topova neprijatelja, koji bi pripadali postrojbi.

## Naoružanje i odjeća
Od oružja panduri su imali:
- dva para kubura
- jatagan
- sablju
- pušku

Za ono vrijeme bilo je to naoružanje “do zuba”. Sve odredbe bile su navedene u otvorenom kraljičinom pismu.
Odjeća pandura bila je vrlo slična turskoj vojnoj uniformi, što je bio i praktičan razlog jer su Turci tridesetak godina prije istjerani iz Slavonije. Trenk je to koristio i kao psihološki pritisak na protivnike.

## Djelovanje i ratna taktika
- Dana 27. svibnja 1741. godine cijela je postrojba prošla kroz Beč u defileu uz sviranje turske bande. Türkisch band originalni je naziv prve vojne glazbe u Europi koju su imali Trenkovi panduri. Banda je svirala glazbu orijentalnog prizvuka, te psihološki djelovala na bojnom polju.
- Dana 18. lipnja 1741. godine u prvoj akciji panduri osvajaju Zoptenberg.

U ratovanju koriste novu taktiku odvažnih akcija i smjelih manevara u krutim linijskim redovima tadašnjih europskih vojski. U mnogobrojnim akcijama došla je do punog izražaja genijalna inventivnost bojnika Trenka koji u taktiku uvodi razne neuobičajene, ali vrlo učinkovite poteze. Kao zapovjednik Trenk je bio vrlo strog, ali primjeran.
Mnogobrojni su bili pokušaji smjenjivanja Trenka s mjesta zapovjednika od austrijskih časnika. Panduri su imali veliko povjerenje u Trenka, te je 500 pandura, nakon jednoga od pokušaja smjenjivanja Trenka odlučilo prekinuti ratovanje. Trenk ih je stigao na pola puta kući i odgovorio od povratka.
Još tri puta Trenk je novačio pandure i husare za Trenkovu pandursku regimentu kako se poslije prozvala postrojba:
- Godine 1743. postrojba je imala 3200 pandura i 100 husara;
- Godine 1744. Trenk je unovačio 2500 pandura i 130 husara;
- Godine 1745. Trenk je unovačio 800 novih momaka.

Trenkovi panduri bili su vojska na zlu glasu od Francuske do Češke, ali im nitko nije osporavao hrabrost i vještinu ratovanja, dapače neprijatelj protiv njih u jednakom omjeru broja vojnika nije imao prilike za uspjeh.
Iako im nije stizala pomoć, pred daleko brojnijim neprijateljem, 146 pandura pod zapovijedanjem satnika Erlacha, kod Weissensteina i Aua, 1741. godine, udari i razbije formaciju od 3200 Francuza i Bavaraca. (Omjer 20:1 za neprijatelja)
Za vrijeme od 5 godina ratovanja panduri su iz stroja izbacili preko 7000 Francuza i Bavaraca, te više od 3000 Prusa. Za Beč su utjerali milijune kontribucije.
Godine 1745. u Češkom selu Gablu oprostio se Trenk sa svojim pandurima, koji su i dalje nastavili ratovali, ali ne tako uspješno kao s njim.
U požeškom kraju živi duh Trenkovih pandura: "Godinama taj spava, a kad se probudi, mirni seljak i kovač oružje hvataju i kreću zdušno u rat kao da nikad nije ni prestajao."

## Vojne akcije
- U sukobima s Prusima, Trenkovi su panduri ubrzo zauzeli utvrđeni Zoptenberg, i premda ih je napalo čak 6000 husara i pješaka, uspjeli su im izmaknuti s bogatim plijenom.
- Godine 1741. branili most na Dunavu kod Beča, te zaplijenili 5 većih brodova natovarnih sijenom.
- U siječnju 1742. godine napali su štajerski gradić Claus, pobili stražare i pozvali posadu na predaju. Ne samo što im se predala posada Clausa, već su njihov primjer slijedila još dva gradića pa su Trenkovi panduri zarobili ukupno 664 vojnika i dva časnika, zaplijenivši pritom 48 velikih pušaka i pet topova.
- Predala im se i francuska posada Linza. Njihov zapovjednik Segur smio je iz grada izići s oružjem, ali prisegnuvši sa svim svojim ljudima kako se sljedećih godinu dana neće boriti protiv Marije Terezije. U toj su borbi panduri imali samo šest mrtvih i 15 ranjenih, a ranjen je bio i Trenk. Trenkovim se pandurima nije mogla oduprijeti ni francuska posada grada Deggendorfa na Dunavu, a ubrzo su se dokopali i zastava branitelja Mainburga, Neustadta i Reichenhalla. Uz pomoć hrvatskih krajišnika, panduri su sudjelovali i u ponovnom zauzimanju Münchena.
- Najhrabriji pandurski pothvat bio napad na utvrđeni grad Diesenstein na češko-bavarskoj granici koji su branili bavarski strijelci na čelu s potpukovnikom barunom Drechslerom. U tom su napadu sudjelovali i Hrvati Forgačeve pukovnije. Opkolivši grad, Trenk je branitelje pozvao na predaju, ali Bavarci su odgovorili s topovima. Ne oklijevajući, panduri su na topovsku paljbu odgovorili svojim topovima pa je u zoru sljedećega dana veći dio gradskih zidina bio u ruševinama. Bavarski strijelci koji su izišli iz grada bili su lako svladani, a od smrti spasio se tek manji njihov dio. Grad se predao, pa je Trenk zaplijenio veće količine streljiva, oružja i hrane. Kad je bitka već bila minula, pregledavajući jedno skladište baruta u osvojenom gradu, došlo je do eksplozije i Trenk je bio teže ranjen.
- Napad na pogranični grad Chen. U tom je pothvatu osim 148 Trenkovih pandura sudjelovalo i tristotinjak hrvatskih graničara, potpomognutih dvjema satnijama Andrašija kojima se pridružila i jedna Forgačeva pukovnija. Cham je branio grof Kunigl s jednom bojnom bavarske garde i dvije satnije grenadira s 13 topova, dva mužara i 48 dvostrukih velikih pušaka. Čekajući obećanu pomoć, odugovlačio je pregovore s Trenkom koji ga je pozvao na predaju, pokušavajući dobiti na vremenu. Kad je Trenku poručio kako je upravo pri ručku i nema vremena za razgovore, pandurski je napad počeo u trenu: predgrađe je "palo šaptom", barutana se našla u plamenu i eksplodirala, a panduri su preskočili zidove i pobili sve što im se našlo na putu. Grad Cham izgorio je do temelja. Panduri su zarobili 772 vojnika, pet zastava, 10 topova i dosta drugoga plijena. Padom Chama Khevenhülleru je put u Češku bio otvoren.
- Najsjajniji pandurski pothvat u nastavku ratovanja bilo je zauzimanje tvrđave Kosel iz koje se upravljalo Gornjom Šleskom i Odrom. Bila je okružena povećim jarkom napunjenim vodom. Pothvat je počeo pod okriljem mraka, sat nakon ponoći. Trinaest je pandura skočilo u jarak i prešlo na drugu stranu. Kad su Prusi zapucali, na gradskome bedemu bilo je već 200 pandura, a njih je slijedilo još 1800 i Kosel je pao. Pruska se posada predala pa je u znak pokornosti s naopako obješenim puškama morala izići ususret pobjednicima. Pritom je poginulo samo deset pandura, a 35 ih je bilo ranjeno.

## Vojna tradicija
Trenkovi panduri zadržali su svoj kontinuitet, najduži u povijesti hrvatske vojske, nakon što je Trenkova pukovnija pretvorena u slavonski bataljun 22. prosinca 1748. godine a nekoliko godina kasnije (1756. godine) slavonski bataljun pretvoren je u, 53. pješačku pukovniju postrojbu s najdužim trajanjem u Hrvatskoj vojnoj povijesti do danas, koja je s kasnijim sjedištem u Zagrebu održana sve do 1918. godine.

## Vanjske poveznice
- Povijesna postrojba "Trenkovi panduri" Požega
- Gradska glazba "Trenkovi panduri" Požega